# Horse-ball
Le horse-ball (ou horseball) est un sport collectif équestre adapté du jeu du Pato argentin et du Bouzkachi asiatique, qui oppose deux équipes de 4 à 6 joueurs (4 sur le terrain, les autres en réserve). Il se joue avec un ballon muni de six anses de cuir, l'objectif étant d'aller marquer des buts avec le pied dans le camp adverse en le lançant dans un cercle en hauteur. Les matchs se déroulent en deux mi-temps de 10 minutes, avec un jeu de passes, d'attaque et de défense sur un terrain souple, sablé de préférence.

## Histoire du jeu
Le horse-ball est l'adaptation française du jeu du pato argentin, qui est introduit en France dès les années 1930 sous l'impulsion du capitaine Clavé. Ce dernier modifie les règles du pato et invente ainsi le horse-ball. Il faut attendre la fin des années 1970 pour voir la fédération française d'équitation relancer ce « jeu équestre » adapté par les frères Depons, installés à Castillon-la-Bataille (en Gironde). Une autre source d'inspiration pour le horse-ball est un ancien sport équestre afghan, le bouzkachi[réf. nécessaire].
Alors que ce sport fut codifié en France dans les années 1970, le premier championnat de France ayant lieu dès 1979, il est exporté par Jean Speetjens, qui crée la première fédération historique de horse-ball, la Fédération Belge de Horse-Ball (FeBeHob). Sous son impulsion et grâce à une communication avec toutes les forces équestres en Europe, d'autres fédérations ont pu voir le jour pour aboutir, en 1992, à la première Coupe d'Europe : le J&B European Horse-Ball Master. Elle s'est déroulée dans les installations de la Chevalerie à Rhode-Saint-Genèse, au sud de Bruxelles. Des équipes belges, françaises, portugaises et allemandes se sont affrontées les 7, 8 et 9 février 1992. La France remporte la coupe, suivie par la Belgique.
En 2002, le horse-ball fait une démonstration à l'occasion des Jeux équestres mondiaux de Jerez. La première Coupe du monde est organisée par l'Argentine en 2006, et voit s'affronter, dans le cadre d'un mixte pato - horse-ball, les équipes européennes et américaines.

## Règles du jeu

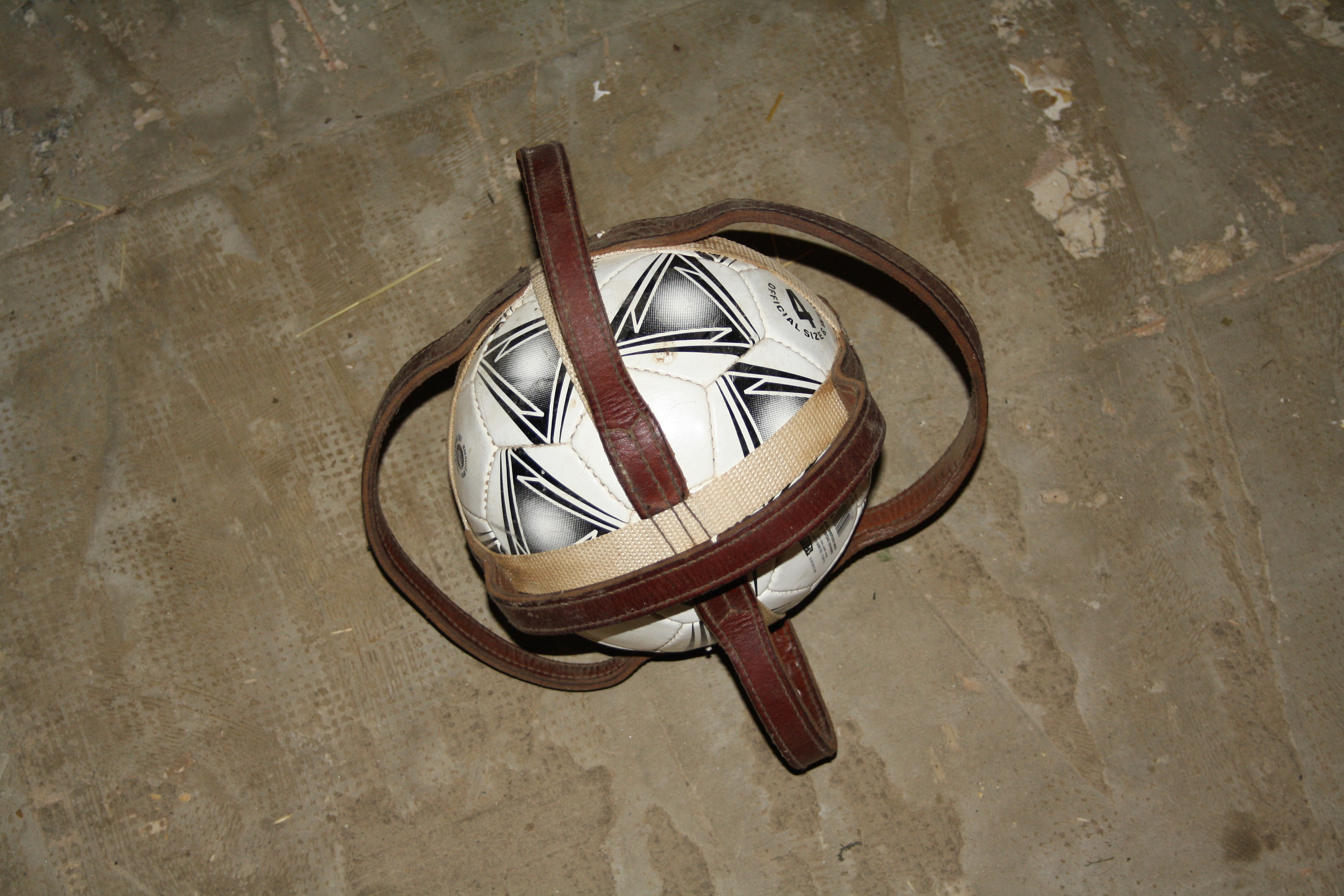
Ballon de horse-ball

Lors d'une rencontre de horse-ball, les deux équipes présentes sur le terrain sont composées de quatre joueurs appelés « horseballeurs » et de deux horseballeurs de réserve (remplaçants). Chacun de ces six joueurs dispose de son cheval. Les remplacements s'effectuent exclusivement lors des arrêts de jeu.
Les joueurs se disputent un ballon muni de six anses de cuir afin d'aller marquer des buts dans le camp adverse. Un minimum de trois passes au sein d'une équipe est nécessaire pour comptabiliser un but. La taille réglementaire du ballon varie en fonction des catégories de jeu : la Fédération Française d'Équitation en mentionne les modalités dans son règlement .
Le terrain - appelé « rug » (même si ce nom n'est pas employé) - est une étendue plane de sable ou d'herbe, de 60 à 70 mètres de longueur sur 20 à 30 mètres de largeur. À l'extrémité du rug se trouvent les buts qui sont constitués d'un arceau métallique d'un mètre de diamètre placé à 4 mètres de hauteur. Contrairement au basket-ball où l'arceau est parallèle au sol, celui de horse-ball est disposé à la verticale. Une séparation doit être prévue entre le rug et la zone de réserve. Elle ne doit pas être dangereuse pour les chevaux et est généralement constituée de "boudins" gonflables (longs tuyaux en caoutchouc remplis d'air) sur les deux longs côtés du rug. Derrière ces boudins sont placés les entraîneurs, les remplaçants et l'équipe technique. Ils délimitent ainsi la ligne de touche.

Les contacts sont très fréquents au cours d'un match et les cavaliers encouragent leurs chevaux à marquer leurs adversaires, soit pour subtiliser le ballon adverse, soit pour dévier leur trajectoire  et percer leur défense. On recherche souvent chez les chevaux de horseball une certaine maniabilité, une grande force dans l'arrière-main (partie postérieure de l'équidé) qui favorise les accélérations ou les départs/freinages brusques. De plus, les changements de direction rapides requièrent des montures agiles et réactives. Ces manœuvres sont néanmoins très réglementées (pour des raisons de sécurité évidentes), notamment en ce qui concerne l'angle de jeu, et de l'interdiction formelle de marquer un joueur en situation de ramassage, car vulnérable. Seul le horseballeur en possession du ballon peut être "attaqué", et un marquage défensif peut être effectué sur les autres joueurs.

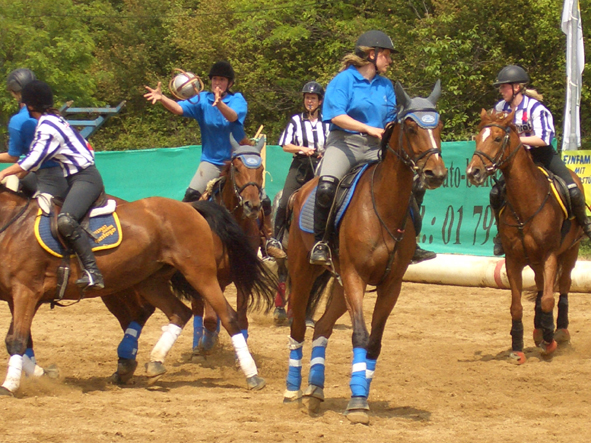
Une phase de jeu

Le horse-ball est une discipline qui met l'accent sur le jeu collectif. En effet, chaque équipe doit effectuer un minimum de trois passes entre trois horseballeurs différents avant de tenter un but. C'est également un sport où, étant donné le faible nombre de joueurs, la polyvalence est de mise. Les seules spécialisations qu'on observe réellement sont celles en cas de situation de balle arrêtée : les touches et les pénalités, ainsi qu'au poste de « mouche », c'est-à-dire un cavalier se plaçant volontairement en position de défense très haute afin de perturber la construction de l'attaque de l'équipe adverse. La défense est le plus souvent disposée en ligne au centre du terrain dans le sens de la longueur. Chaque joueur fait action de défense sur le premier joueur non marqué qui arrive.
Les cavaliers ayant souvent les deux mains occupées par le ballon, le cheval dispose d'une grande liberté d'action, et son dressage (en plus du dressage traditionnel visant à accroître sa mobilité) inclut l'intégration d'automatismes, notamment sur les marquages et les trajectoires.

## Équipement en match
Le horse-ball est une discipline équestre qui nécessite un matériel particulier, notamment pour protéger les membres des montures. En effet, en plus de la sellerie classique (selle équipée, tapis de selle, filet ou autre type d'embouchure, amortisseur de dos éventuellement), on compte : des guêtres fermées/de cross de préférence pour maintenir les articulations du pied du cheval, des bandes de polo roulées par-dessus contre les chocs, ainsi que des cloches pour recouvrir les sabots. Les joueurs de horse-ball maintiennent traditionnellement le tout avec du chatterton aux couleurs de l'équipe ou du club. De plus, la martingale est obligatoire afin d'empêcher les forts mouvements de tête des chevaux, dangereux pour eux-mêmes et les joueurs. Elle peut être fixe, rigide ou élastique, doit être attachée à la muserolle. On ajoute souvent un collier de chasse. On relie les deux étriers par une sangle de ramassage afin d'éviter que la selle ne tourne pas lors de ramassages du ballon.

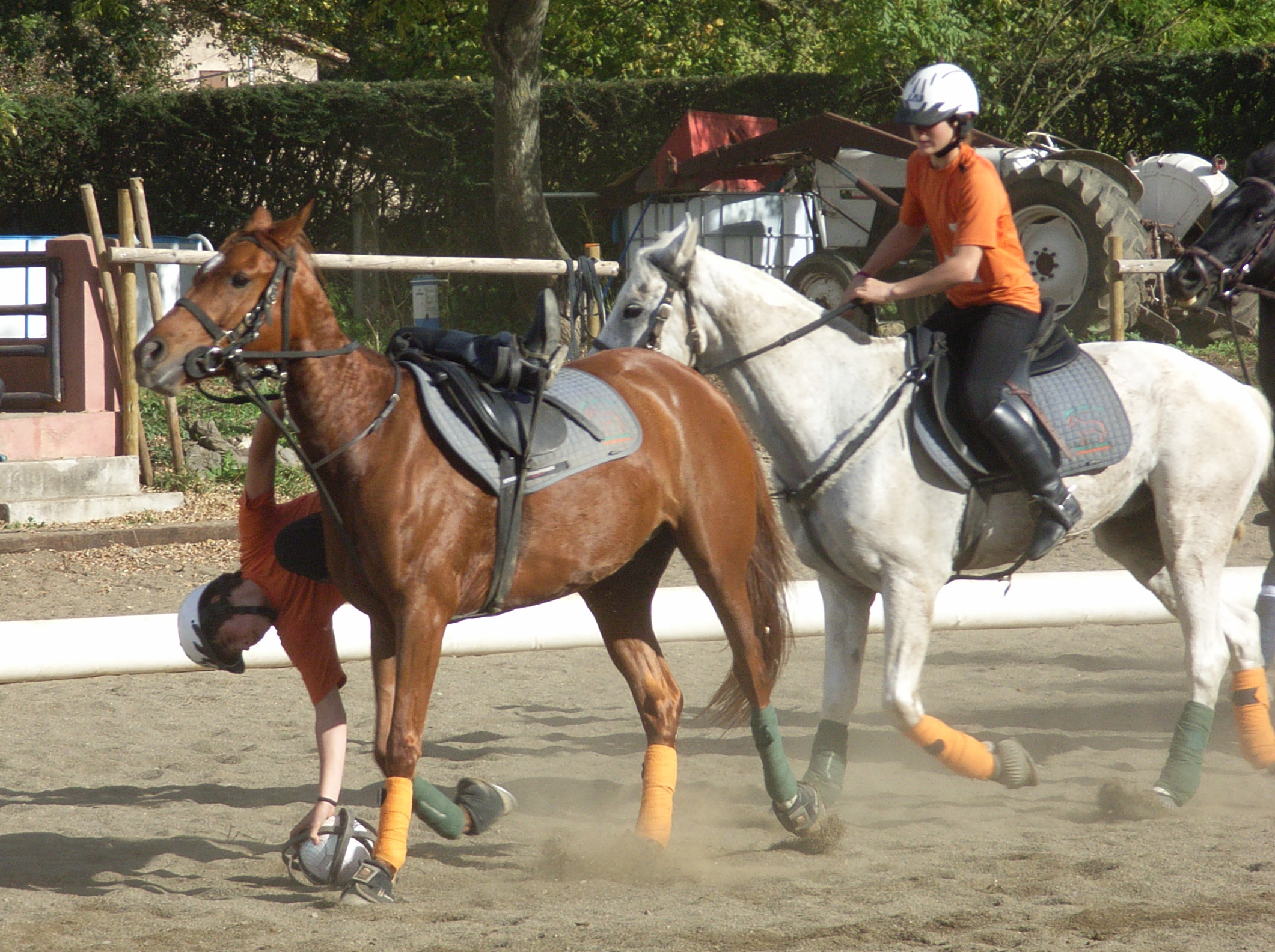
Ramassage

La grande particularité du horse-ball en termes de matériel, c'est la sangle de ramassage : elle passe d'un étrier à l'autre sous le ventre du cheval, permettant au cavalier de se pencher suffisamment bas pour ramasser le ballon au sol. En aucun cas le ballon ne peut être ramassé par un cavalier à pieds durant les phases de jeu.
Pour les cavaliers, les protections réglementaires : casque obligatoire, avec éventuellement un protège-dos et des genouillères. Ils portent un maillot qui mentionne leur numéro au sein de l'équipe ; chaque capitaine doit arborer un brassard pour se différencier des autres joueurs auprès des arbitres. En ce qui concerne les éperons, leur taille est extrêmement encadrée pour en prévenir les mauvais usages. Ainsi, ils sont facultatifs, par paire et limités à 1,5cm pour les catégories Club (sauf Club Espoirs et Club Espoirs Féminine), 3cm maximum pour les épreuves Amateur, Pro, Club Espoirs et Club Espoirs Féminine. Les éperons sont interdits pour les catégories Moustiques et Poussins. Les joueurs portent obligatoirement un pantalon d'équitation et des bottes/boots et chaps d'équitation.

## Touches et pénalités en horse-ball
La remise en jeu du ballon après un but s'effectue sur le milieu du terrain, dans le sens de la longueur. Chaque équipe forme un couloir vertical de deux chevaux, face au lanceur de l'équipe qui a reçu le but. 
On dénombre trois pénalités en horse-ball. De la moins grave à la plus sévère : la P3 se joue à partir du milieu de terrain pour le porteur de ballon de l'offensé (l'équipe qui a subi la faute), l'offenseur (l'équipe fautive) à 5m minimum devant. Le chronomètre ne s'interrompt pas pour la P3, à l'inverse de la P2 et de la P1 qui sont sifflées comme des temps morts. Le chronomètre repart dès que le ballon quitte les mains du lanceur.
La P2 peut se jouer ou se tirer ; si elle est jouée, le porteur de ballon se place sur la ligne du premier quart de terrain (à 15m du but adverse, 9m pour les épreuves Moustiques et Poussins, 12m pour les épreuves Benjamins et Minimes), l'offenseur à 5m minimum devant. Si elle est tirée, le tireur de l'équipe offensée se place à 10m du but adverse (6m pour les épreuves Moustiques et Poussins, 8m pour les épreuves Benjamins et Minimes).
La P1 se tire depuis la ligne des 5m (3 m pour les épreuves Moustiques et Poussins, 4 m pour les épreuves Benjamins et Minimes).
Chaque équipe se tient à l'arrêt et dans le sens de jeu avant le coup de sifflet de l'arbitre. 

## Palmarès

### Compétitions de clubs

#### Ligue des Champions
Palmarès de la Ligue des Champions masculine,, :
| Saison | Lieu                | Vainqueur · (nombre de titres remportés) | Deuxième                        | Troisième               |
| ------ | ------------------- | ---------------------------------------- | ------------------------------- | ----------------------- |
| 2007   | Stockholm           | Chambly                                  | Sporting Clube de Portugal CEJC | Caramel                 |
| 2008   | Stockholm           | Chambly (2)                              | Caramel                         | CEE Cardedeu            |
| 2009   | Lyon                | CEE Cardedeu                             | Caramel                         | Arles HCC               |
| 2010   | Montpellier         | Bordeaux Blanzac                         | CEE Cardedeu                    | Caramel                 |
| 2011   | Ponte de Lima       | CEE Cardedeu (2)                         | Arles HCC                       | Club de Campo           |
| 2012   | Saint-Lô            | Bordeaux Blanzac (2)                     | Mas Batllo Malla                | Quinta Do Pinheiro      |
| 2013   | Wiener Neustadt     | Arles HCC                                | CEE Cardedeu                    | Quinta do Santo Antonio |
| 2014   | Alfeizerão          | CEE Cardedeu (3)                         | Arles HCC                       | Caramel                 |
| 2015,  | Yvré-l'Évêque       | CEE Cardedeu (4)                         | Mas Batllo Malla                | Chambly                 |
| 2016   | Le Mans             | CEE Cardedeu (5)                         | Chambly                         | Bordeaux Blanzac        |
| 2017   | Beja                | CEE Cardedeu (6)                         | Il Circolo di Novi              | Bordeaux Blanzac        |
| 2018   | Wevelgem - Moorsele | Bordeaux Blanzac (3)                     | Caramel                         | Mas Batllo Malla        |
| 2019   | Le Mans             | Bordeaux Blanzac (4)                     | El Serrat                       | Caramel                 |
| 2022   | Le Mans             | El Serrat                                | Caramel                         | Mas Batllo Malla        |
| 2023   | Le Mans             | Il Circolo di Novi                       | Lille HLB                       | Caramel                 |

#### Ligue des champions féminine
Palmarès de la Ligue des Champions féminine, :
| Saison | Lieu                | Vainqueur · (nombre de titres remportés) | Deuxième           | Troisième          |
| ------ | ------------------- | ---------------------------------------- | ------------------ | ------------------ |
| 2014   | Alfeizerão          | Montpellier Vallon                       | Chea Cuore         | Glitters           |
| 2015   | Yvré-l'Évêque       | Coutainville Agrial                      | Meurchin           | GT HCC             |
| 2016   | Le Mans             | Coutainville Agrial (2)                  | GT HCC             | El Serrat          |
| 2017   | Beja                | Il Circolo di Novi                       | El Serrat          | Vasco de Gama      |
| 2018   | Wevelgem - Moorsele | Meurchin                                 | CHB Banyoles       | Il Circolo di Novi |
| 2019   | Le Mans             | CHB Banyoles                             | Meurchin           | CEE Cardedeu       |
| 2022   | Le Mans             | Salon-de-Provence                        | CEE Cardedeu       | London Red         |
| 2023   | Le Mans             | Salon-de-Provence (2)                    | Il Circolo di Novi | Sharkirias         |

#### Championnat de France Pro Élite (mixte)
Palmarès du championnat de France Pro Elite :
| Saison         | Dernière étape             | Vainqueur (nombre de titres remportés) | Deuxième             | Troisième            |
| -------------- | -------------------------- | -------------------------------------- | -------------------- | -------------------- |
| 1979 (février) | Poitiers                   | Bordeaux Blanzac                       | Hénin-Beaumont       | -                    |
| 1979 (été)     | Poitiers                   | Avignon                                | Bordeaux Blanzac     | -                    |
| 1980           | Poitiers                   | Niort                                  | Bordeaux Blanzac     | -                    |
| 1981           | Chantilly                  | Bordeaux Blanzac (2)                   | Salon-de-Provence    | -                    |
| 1982           | Poitiers                   | Bordeaux Blanzac (3)                   | Salon-de-Provence    | -                    |
| 1983           | Poitiers                   | Bordeaux Blanzac (4)                   | Salon-de-Provence    | -                    |
| 1984           | Castillon-la-Bataille      | Bordeaux Blanzac (5)                   | Salon-de-Provence    | -                    |
| 1985           | Angoulême                  | Bordeaux Blanzac (6)                   | Salon-de-Provence    | -                    |
| 1986           | Montpellier                | Bordeaux Blanzac (7)                   | Salon-de-Provence    | -                    |
| 1987           | Nîmes                      | Bordeaux Blanzac (8)                   | Salon-de-Provence    | -                    |
| 1988           | Luchon                     | Lyon LSA                               | Poitiers             | -                    |
| 1989           | Saintes-Maries-de-la-Mer   | Poitiers                               | Lyon LSA             | -                    |
| 1990           | Saintes-Maries-de-la-Mer   | Bordeaux Blanzac (9)                   | Nîmes STIC           | -                    |
| 1991           | Saintes-Maries-de-la-Mer   | Bordeaux Blanzac (10)                  | Grans Ouest Provence | -                    |
| 1992           | Saintes-Maries-de-la-Mer   | Nîmes STIC                             | Paris Mash           | Grans Ouest Provence |
| 1993           | Saintes-Maries-de-la-Mer   | Bordeaux Blanzac (11)                  | Grans Ouest Provence | Saint-Léger          |
| 1994           | Marnes-la-Coquette (Jardy) | Grans Ouest Provence                   | Aramon Gard          | Paris Mash           |
| 1995           | Marnes-la-Coquette (Jardy) | Aramon Gard                            | La Baule             | La Courneuve         |
| 1996           | Marnes-la-Coquette (Jardy) | Aramon Gard (2)                        | Grans Ouest Provence | Foix                 |
| 1997           | Marnes-la-Coquette (Jardy) | Aramon Gard (3)                        | Foix                 | Arles HCC            |
| 1998           | Marnes-la-Coquette (Jardy) | Bordeaux Blanzac (12)                  | Arles HCC            | Chatenay-Malabry     |
| 1999           | Aramon                     | Gonesse                                | Bordeaux Blanzac     | Arles HCC            |
| 2000           | Aramon                     | Chatenay-Malabry                       | Chambéry             | Bordeaux Blanzac     |
| 2001           | Aramon                     | Chambly                                | Aramon Gard          | Idem Gif             |
| 2002           | Aramon                     | Idem Gif                               | Chambly              | Aramon Gard          |
| 2003           | Saintes-Marie-de-la-Mer    | Idem Gif (2)                           | Aramon Gard          | Chambly              |
| 2004           | Saintes-Marie-de-la-Mer    | Saint-Selve                            | Idem Gif             | Aramon Gard          |
| 2005           | Saintes-Marie-de-la-Mer    | Chambly (2)                            | Idem Gif             | Aramon Gard          |
| 2006           | Saintes-Marie-de-la-Mer    | Chambly (3)                            | Bordeaux Blanzac     | Arles HCC            |
| 2007           | Saintes-Marie-de-la-Mer    | Chambly (4)                            | Idem Gif             | Aramon Gard          |
| 2008           | Beaucaire                  | Chambly (5)                            | Idem Gif             | Saumur HB            |
| 2009           | Beaucaire                  | Arles HCC                              | Bordeaux Blanzac     | Chambly              |
| 2010           | Marnes-la-Coquette (Jardy) | Bordeaux Blanzac (13)                  | Saumur HB            | Chambly              |
| 2011           | Marnes-la-Coquette (Jardy) | Arles HCC (2)                          | Chambly              | Bordeaux Blanzac     |
| 2012           | Marnes-la-Coquette (Jardy) | Bordeaux Blanzac (14)                  | Arles HCC            | Chambly              |
| 2013           | Marnes-la-Coquette (Jardy) | Arles HCC (3)                          | Chambly              | Bordeaux Blanzac     |
| 2014           | Marnes-la-Coquette (Jardy) | Arles HCC (4)                          | Bordeaux Blanzac     | Chambly              |
| 2015           | Marnes-la-Coquette (Jardy) | Arles HCC (5)                          | Bordeaux Blanzac     | Chambly              |
| 2016           | Marnes-la-Coquette (Jardy) | Bordeaux Blanzac (15)                  | Chambly              | Arles HCC            |
| 2017           | Marnes-la-Coquette (Jardy) | Bordeaux Blanzac (16)                  | Lille HEM            | Paris Mash           |
| 2018           | Marnes-la-Coquette (Jardy) | Bordeaux Blanzac (17)                  | Paris Mash           | Angers               |
| 2019           | Marnes-la-Coquette (Jardy) | Bordeaux Blanzac (18)                  | Paris Mash           | Loire-sur-Rhône      |
| 2020           | Rosières-aux-Salines       | Loire-sur-Rhône (1)                    | Angers               | Bordeaux Blanzac     |
| 2022           | Marnes-la-Coquette (Jardy) | Loire-sur-Rhône (2)                    | Lille HLB            | Angers               |
| 2023           | Marnes-la-Coquette (Jardy) | Lille HLB (1)                          | Loire-sur-Rhône      | Chambly              |

| Club                 | Médaille d'or, Europe | Médaille d'argent, Europe | Médaille de bronze, Europe | Premier titre | Dernier titre | Premier podium | Dernier podium |
| -------------------- | --------------------- | ------------------------- | -------------------------- | ------------- | ------------- | -------------- | -------------- |
| Bordeaux Blanzac     | 18                    | 7                         | 4                          | 1979          | 2019          | 1979           | 2020           |
| Chambly              | 5                     | 4                         | 7                          | 2001          | 2008          | 2001           | 2023           |
| Arles HCC            | 5                     | 2                         | 4                          | 2009          | 2015          | 1997           | 2016           |
| Aramon Gard          | 3                     | 3                         | 4                          | 1995          | 1997          | 1994           | 2007           |
| Idem Gif             | 2                     | 4                         | 1                          | 2002          | 2003          | 2001           | 2008           |
| Loire-sur-Rhône      | 2                     | 1                         | 1                          | 2020          | 2022          | 2019           | 2023           |
| Grans Ouest Provence | 1                     | 3                         | 1                          | 1994          | -             | 1991           | 1996           |
| Lyon LSA             | 1                     | 1                         | 0                          | 1988          | -             | 1988           | 1989           |
| Poitiers             | 1                     | 1                         | 0                          | 1989          | -             | 1988           | 1989           |
| Nîmes STIC           | 1                     | 1                         | 0                          | 1992          | -             | 1990           | 1992           |
| Lille HLB            | 1                     | 1                         | 0                          | 2023          | -             | 2022           | 2023           |
| Chatenay-Malabry     | 1                     | 0                         | 1                          | 2000          | -             | 1998           | 2000           |
| Avignon              | 1                     | 0                         | 0                          | 1979          | -             | 1979           | -              |
| Niort                | 1                     | 0                         | 0                          | 1980          | -             | 1980           | -              |
| Gonesse              | 1                     | 0                         | 0                          | 1999          | -             | 1999           | -              |
| Saint-Selve          | 1                     | 0                         | 0                          | 2004          | -             | 2004           | -              |
| Salon-de-Provence    | 0                     | 7                         | 0                          | -             | -             | 1981           | 1987           |
| Paris Mash           | 0                     | 3                         | 2                          | -             | -             | 1992           | 2019           |
| Angers               | 0                     | 1                         | 2                          | -             | -             | 2018           | 2022           |
| Foix                 | 0                     | 1                         | 1                          | -             | -             | 1996           | 1997           |
| Saumur HB            | 0                     | 1                         | 1                          | -             | -             | 2008           | 2010           |
| Hénin-Beaumont       | 0                     | 1                         | 0                          | -             | -             | 1979           | -              |
| La Baule             | 0                     | 1                         | 0                          | -             | -             | 1995           | -              |
| Chambéry             | 0                     | 1                         | 0                          | -             | -             | 2000           | -              |
| Lille HEM            | 0                     | 1                         | 0                          | -             | -             | 2017           | -              |
| Saint-Léger          | 0                     | 0                         | 1                          | -             | -             | 1993           | -              |
| La Courneuve         | 0                     | 0                         | 1                          | -             | -             | 1995           | -              |

#### Championnat de France Pro Élite féminin
Palmarès du championnat de France Pro Elite féminin :
| Saison | Dernière étape         | Vainqueur (nombre de titres remportés)  | Deuxième                  | Troisième                 |
| ------ | ---------------------- | --------------------------------------- | ------------------------- | ------------------------- |
| 1985   | Saumur                 | Poitiers                                | Marseille                 | Avignon                   |
| 1986   | Marseille              | Marseille                               | Poitiers                  | -                         |
| 1987   | Poitiers               | Centre equestre d'Agon Coutainville     | Béziers                   | -                         |
| 1988   | Lyon                   | Centre equestre d'Agon Coutainville (2) | Mallemort                 | -                         |
| 1989   | Agon-Coutainville      | Centre equestre d'Agon Coutainville (3) | Marseille                 | -                         |
| 1990   | Agon-Coutainville      | Mallemort                               | Coup d'Envoi d'Agon       | -                         |
| 1991   | Saint-Léger            | Béziers                                 | Marseille                 | Saint-Léger               |
| 1992   | Rambouillet            | Centre equestre d'Agon Coutainville (4) | Béziers                   | -                         |
| 1993   | Arles                  | Grans Ouest Provence                    | Sète                      | Chambéry                  |
| 1994   | Arles                  | Sète                                    | Allauch                   | -                         |
| 1995   | Arles                  | Saint-Georges-d'Orques                  | Marseille                 | -                         |
| 1996   | Poitiers               | Saint-Georges-d'Orques (2)              | Fougères                  | Sainte-Geneviève-des-Bois |
| 1997   | Poitiers               | Saint-Lyphard                           | Gonesse                   | Saint-Priest              |
| 1998   | Poitiers               | Saint-Georges-d'Orques (3)              | Sainte-Geneviève-des-Bois | Arles HCC                 |
| 1999   | Poitiers               | Saint-Priest                            | Saint-Georges-d'Orques    | Chambéry                  |
| 2000   | Lamotte-Beuvron        | Aramon Gard                             | Soisy-sur-Seine           | -                         |
| 2001   | Lamotte-Beuvron        | Chambly                                 | Aramon Gard               | Saint-Priest              |
| 2002   | Lamotte-Beuvron        | Chambly (2)                             | Sanders Galbaux           | Saint-Priest              |
| 2003   | Lamotte-Beuvron        | Chambly (3)                             | Coup d'Envoi d'Agon       | Chambéry                  |
| 2004   | Lamotte-Beuvron        | Sanders Galbaux                         | Chambéry                  | Coup d'Envoi d'Agon       |
| 2005   | Lamotte-Beuvron        | Aramon Gard (2)                         | Saumur HB                 | Grans Ouest Provence      |
| 2006   | Le Blanc (Bellebouche) | Aramon Gard (3)                         | Grans Ouest Provence      | Saumur HB                 |
| 2007   | Lignières              | Saumur HB                               | Givors HB                 | Aramon Gard               |
| 2008   | Lignières              | Coup d'Envoi d'Agon (5)                 | Idem Gif                  | Givors HB                 |
| 2009   | Lignières              | Coup d'Envoi d'Agon (6)                 | Loire-sur-Rhône           | Lacanau                   |
| 2010   | Lignières              | Coutainville Agrial (7)                 | Lacanau                   | Nancy Cheval Liberté      |
| 2011   | Nancy                  | Coutainville Agrial (8)                 | Chambéry                  | Nancy Cheval Liberté      |
| 2012   | Cluny                  | Chambéry                                | Coutainville Agrial       | Nancy Cheval Liberté      |
| 2013   | Cluny                  | Chambéry (2)                            | Coutainville Agrial       | Lacanau                   |
| 2014   | Cluny                  | Coutainville Agrial (9)                 | Chambéry                  | Montpellier Vallon        |
| 2015   | Cluny                  | Meurchin                                | Coutainville Agrial       | Chambéry                  |
| 2016   | Cluny                  | Coutainville Agrial (10)                | Meurchin                  | Chambly                   |
| 2017   | Le Mans                | Coutainville Agrial (11)                | Meurchin                  | Nancy Lorraine            |
| 2018   | Le Mans                | Meurchin (2)                            | Coutainville Agrial       | Montpellier Vallon        |
| 2019   | Cluny                  | Loire-sur-Rhône (1)                     | Meurchin                  | Salon-de-Provence         |
| 2020   | Chazey-sur-Ain         | Loire-sur-Rhône (2)                     | Salon-de-Provence         | Blanquefort               |
| 2022   | Cluny                  | Salon-de-Provence (1)                   | Meurchin                  | Loire-sur-Rhône           |
| 2023   | Cluny                  | Salon-de-Provence (2)                   | Meurchin                  | Hauteville                |

Le Coup d'Envoi d'Agon devient Coutainville Agrial en 2010.
| Club                                      | Médaille d'or, Europe | Médaille d'argent, Europe | Médaille de bronze, Europe | Premier titre | Dernier titre | Premier podium | Dernier podium |
| ----------------------------------------- | --------------------- | ------------------------- | -------------------------- | ------------- | ------------- | -------------- | -------------- |
| Coutainville Agrial / Coup d'Envoi d'Agon | 11                    | 6                         | 1                          | 1987          | 2017          | 1987           | 2018           |
| Aramon Gard                               | 3                     | 1                         | 1                          | 2000          | 2006          | 2000           | 2007           |
| Saint-Georges-d'Orques                    | 3                     | 1                         | 0                          | 1995          | 1998          | 1995           | 1999           |
| Chambly                                   | 3                     | 0                         | 1                          | 2001          | 2003          | 2001           | 2016           |
| Meurchin                                  | 2                     | 5                         | 0                          | 2015          | 2018          | 2015           | 2023           |
| Chambéry                                  | 2                     | 3                         | 4                          | 2012          | 2013          | 1993           | 2015           |
| Loire-sur-Rhône                           | 2                     | 1                         | 1                          | 2019          | 2020          | 2009           | 2022           |
| Salon-de-Provence                         | 2                     | 1                         | 1                          | 2022          | 2023          | 2019           | 2023           |
| Marseille                                 | 1                     | 4                         | 0                          | 1986          | -             | 1985           | 1995           |
| Béziers                                   | 1                     | 2                         | 0                          | 1991          | -             | 1987           | 1992           |
| Grans Ouest Provence                      | 1                     | 1                         | 1                          | 1993          | -             | 1993           | 2006           |
| Saumur HB                                 | 1                     | 1                         | 1                          | 2007          | -             | 2005           | 2007           |
| Poitiers                                  | 1                     | 1                         | 0                          | 1985          | -             | 1985           | 1986           |
| Mallemort                                 | 1                     | 1                         | 0                          | 1990          | -             | 1988           | 1990           |
| Sète                                      | 1                     | 1                         | 0                          | 1994          | -             | 1993           | 1994           |
| Sanders Galbaux                           | 1                     | 1                         | 0                          | 2004          | -             | 2002           | 2004           |
| Saint-Priest                              | 1                     | 0                         | 3                          | 1999          | -             | 1997           | 2002           |
| Saint-Lyphard                             | 1                     | 0                         | 0                          | 1997          | -             | 1997           | -              |
| Lacanau                                   | 0                     | 1                         | 2                          | -             | -             | 2009           | 2013           |
| Sainte-Geneviève-des-Bois                 | 0                     | 1                         | 1                          | -             | -             | 1996           | 1998           |
| Givors HB                                 | 0                     | 1                         | 1                          | -             | -             | 2007           | 2008           |
| Allauch                                   | 0                     | 1                         | 0                          | -             | -             | 1994           | -              |
| Fougères                                  | 0                     | 1                         | 0                          | -             | -             | 1996           | -              |
| Gonesse                                   | 0                     | 1                         | 0                          | -             | -             | 1997           | -              |
| Soisy-sur-Seine                           | 0                     | 1                         | 0                          | -             | -             | 2000           | -              |
| Idem Gif                                  | 0                     | 1                         | 0                          | -             | -             | 2008           | -              |
| Nancy Cheval Liberté / Nancy Lorraine     | 0                     | 0                         | 4                          | -             | -             | 2010           | 2017           |
| Montpellier Vallon                        | 0                     | 0                         | 2                          | -             | -             | 2014           | 2018           |
| Avignon                                   | 0                     | 0                         | 1                          | -             | -             | 1985           | -              |
| Saint-Léger                               | 0                     | 0                         | 1                          | -             | -             | 1991           | -              |
| Arles HCC                                 | 0                     | 0                         | 1                          | -             | -             | 1998           | -              |
| Blanquefort                               | 0                     | 0                         | 1                          | -             | -             | 2020           | -              |
| Hauteville                                | 0                     | 0                         | 1                          | -             | -             | 2023           | -              |

### Compétitions d'équipes nationales

#### Championnat du Monde Mixte
Palmarès du championnat du Monde mixte, :
| Saison | Lieu          | Vainqueur · (nombre de titres remportés) | Deuxième | Troisième |
| ------ | ------------- | ---------------------------------------- | -------- | --------- |
| 2009   | Ponte de Lima | France (1)                               | Espagne  | Portugal  |
| 2013   | Montpellier   | France (2)                               | Espagne  | Portugal  |
| 2016   | Ponte de Lima | France (3)                               | Espagne  | Portugal  |
| 2022   | Saint-Lô      | France (4)                               | Belgique | Italie    |
| 2025   | Buenos Aires  | Espagne (1)                              | France   | Italie    |

| Nation   | Médaille d'or, monde | Médaille d'argent, monde | Médaille de bronze, monde |
| -------- | -------------------- | ------------------------ | ------------------------- |
| France   | 4                    | 1                        | 0                         |
| Espagne  | 1                    | 3                        | 0                         |
| Belgique | 0                    | 1                        | 0                         |
| Portugal | 0                    | 0                        | 3                         |
| Italie   | 0                    | 0                        | 2                         |

En 2006, un championnat du monde de « Pato/Horse-ball » est organisé en Argentine et voit la victoire du Portugal devant l’Argentine, la France prend la troisième place.

#### Championnat du Monde Féminin
Palmarès du championnat du Monde féminin :
| Saison | Lieu          | Vainqueur · (nombre de titres remportés) | Deuxième | Troisième |
| ------ | ------------- | ---------------------------------------- | -------- | --------- |
| 2016   | Ponte de Lima | France (1)                               | Portugal | Italie    |
| 2022   | Saint-Lô      | France (2)                               | Espagne  | Italie    |
| 2025   | Buenos Aires  | Espagne (1)                              | France   | Italie    |

| Nation   | Médaille d'or, monde | Médaille d'argent, monde | Médaille de bronze, monde |
| -------- | -------------------- | ------------------------ | ------------------------- |
| France   | 2                    | 1                        | 0                         |
| Espagne  | 1                    | 1                        | 0                         |
| Portugal | 0                    | 1                        | 0                         |
| Italie   | 0                    | 0                        | 3                         |

#### Championnat du Monde des moins de 21 ans
| Saison | Lieu     | Vainqueur · (nombre de titres remportés) | Deuxième | Troisième |
| ------ | -------- | ---------------------------------------- | -------- | --------- |
| 2022   | Saint-Lô | France (1)                               | Espagne  | Italie    |

| Nation  | Médaille d'or, monde | Médaille d'argent, monde | Médaille de bronze, monde |
| ------- | -------------------- | ------------------------ | ------------------------- |
| France  | 1                    | 0                        | 0                         |
| Espagne | 0                    | 1                        | 0                         |
| Italie  | 0                    | 0                        | 1                         |

#### Championnat du Monde des moins de 16 ans
| Saison | Lieu          | Vainqueur · (nombre de titres remportés) | Deuxième | Troisième |
| ------ | ------------- | ---------------------------------------- | -------- | --------- |
| 2016   | Ponte de Lima | France (1)                               | Portugal | Espagne   |
| 2022   | Saint-Lô      | Espagne (1)                              | France   | Italie    |

| Nation   | Médaille d'or, monde | Médaille d'argent, monde | Médaille de bronze, monde |
| -------- | -------------------- | ------------------------ | ------------------------- |
| France   | 1                    | 1                        | 0                         |
| Espagne  | 1                    | 0                        | 1                         |
| Portugal | 0                    | 1                        | 0                         |
| Italie   | 0                    | 0                        | 1                         |

#### Championnat d'Europe Mixte
Palmarès du championnat d'Europe mixte,, :
| Saison | Lieu                  | Vainqueur · (nombre de titres remportés) | Deuxième | Troisième       |
| ------ | --------------------- | ---------------------------------------- | -------- | --------------- |
| 1992   | Paris                 | France (1)                               | Portugal | Belgique        |
| 1993   | Londres-Wembley       | France (2)                               | Portugal | Belgique        |
| 1994   | Golega                | France (3)                               | Portugal | Belgique        |
| 1995   | Malines               | France (4)                               | Belgique | Portugal        |
| 1996   | Verone                | France (5)                               | Portugal | Belgique        |
| 1998   | Verone                | France (6)                               | Portugal | Belgique        |
| 1999   | Wels                  | France (7)                               | Portugal | Autriche        |
| 2000   | Wiesbaden             | France (8)                               | Belgique | Italie          |
| 2001   | Paris                 | France (9)                               | Belgique | Italie          |
| 2002   | Beja                  | France (10)                              | Belgique | Portugal        |
| 2004   | Reguengos de Monsaraz | France (11)                              | Portugal | Belgique        |
| 2005   | Vermezzo              | France (12)                              | Belgique | Espagne         |
| 2006   | Neeroeteren           | France (13)                              | Italie   | Belgique        |
| 2007   | Saint-Lô              | France (14)                              | Espagne  | Portugal        |
| 2009   | Oviedo                | France (15)                              | Espagne  | Belgique        |
| 2011   | Montpellier           | France (16)                              | Espagne  | Belgique        |
| 2013   | Saint-Lô              | France (17)                              | Espagne  | Belgique        |
| 2015   | Bordeaux              | France (18)                              | Espagne  | Portugal        |
| 2017   | Saint-Lô              | Espagne (1)                              | France   | Grande Bretagne |
| 2019   | Ponte de Lima         | Espagne (2)                              | France   | Belgique        |
| 2023   | Sommacampagna         | France (19)                              | Espagne  | Italie          |

| Nation          | Médaille d'or, Europe | Médaille d'argent, Europe | Médaille de bronze, Europe |
| --------------- | --------------------- | ------------------------- | -------------------------- |
| France          | 19                    | 2                         | 0                          |
| Espagne         | 2                     | 6                         | 1                          |
| Portugal        | 0                     | 7                         | 4                          |
| Belgique        | 0                     | 5                         | 11                         |
| Italie          | 0                     | 1                         | 3                          |
| Autriche        | 0                     | 0                         | 1                          |
| Grande Bretagne | 0                     | 0                         | 1                          |

#### Championnat d'Europe féminin
Palmarès du championnat d'Europe féminin, :
| Saison | Lieu          | Vainqueur · (nombre de titres remportés) | Deuxième        | Troisième       |
| ------ | ------------- | ---------------------------------------- | --------------- | --------------- |
| 2003   | Abano Terme   | France (1)                               | Belgique        | Allemagne       |
| 2004   | Saintes       | France (2)                               | Allemagne       | Belgique        |
| 2005   | Vermezzo      | France (3)                               | Allemagne       | Grande-Bretagne |
| 2007   | Rennes        | France (4)                               | Espagne         | Grande-Bretagne |
| 2008   | Ponte de Lima | France (5)                               | Grande-Bretagne | Espagne         |
| 2010   | Saint-Lô      | France (6)                               | Portugal        | Espagne         |
| 2012   | Waregem       | France (7)                               | Belgique        | Portugal        |
| 2013   | Saint-Lô      | France (8)                               | Espagne         | Portugal        |
| 2015   | Bordeaux      | France (9)                               | Portugal        | Espagne         |
| 2017   | Saint-Lô      | France (10)                              | Espagne         | Portugal        |
| 2019   | Ponte de Lima | France (11)                              | Belgique        | Espagne         |
| 2023   | Sommacampagna | France (12)                              | Espagne         | Italie          |

| Nation          | Médaille d'or, Europe | Médaille d'argent, Europe | Médaille de bronze, Europe |
| --------------- | --------------------- | ------------------------- | -------------------------- |
| France          | 12                    | 0                         | 0                          |
| Espagne         | 0                     | 4                         | 4                          |
| Belgique        | 0                     | 3                         | 1                          |
| Portugal        | 0                     | 2                         | 3                          |
| Allemagne       | 0                     | 2                         | 1                          |
| Grande-Bretagne | 0                     | 1                         | 2                          |
| Italie          | 0                     | 0                         | 1                          |

#### Championnat d'Europe des moins de 21 ans
| Saison | Lieu          | Vainqueur · (nombre de titres remportés) | Deuxième | Troisième |
| ------ | ------------- | ---------------------------------------- | -------- | --------- |
| 2019   | Ponte de Lima | Espagne (1)                              | France   | Portugal  |
| 2023   | Sommacampagna | France (1)                               | Espagne  | Italie    |
| 2024   | Ponte de Lima | France (2)                               | Italie   | Espagne   |
| 2025   | Le Mans       | Italie (1)                               | France   | Espagne   |

| Nation   | Médaille d'or, Europe | Médaille d'argent, Europe | Médaille de bronze, Europe |
| -------- | --------------------- | ------------------------- | -------------------------- |
| France   | 2                     | 2                         | 0                          |
| Espagne  | 1                     | 1                         | 2                          |
| Italie   | 1                     | 1                         | 1                          |
| Portugal | 0                     | 0                         | 1                          |

#### Championnat d'Europe des moins de 16 ans
| Saison | Lieu                   | Vainqueur · (nombre de titres remportés) | Deuxième | Troisième       |
| ------ | ---------------------- | ---------------------------------------- | -------- | --------------- |
| 2004   | Lamotte-Beuvron        | France (1)                               | Belgique | Grande-Bretagne |
| 2005   | Pratoni del Vivaro     | France (2)                               | Belgique | Italie          |
| 2006   | Saumur                 | France (3)                               | Belgique | Espagne         |
| 2007   | Auvers                 | France (4)                               | Espagne  | Belgique        |
| 2008   | Ponte de Lima          | Espagne (1)                              | France   | Italie          |
| 2009   | Saint-Georges-d'Orques | Espagne (2)                              | France   | Italie          |
| 2010   | Beverley               | France (5)                               | Espagne  | Belgique        |
| 2011   | Jaszkowo               | Espagne (3)                              | France   | Italie          |
| 2012   | São Domingos de Rana   | France (6)                               | Espagne  | Portugal        |
| 2013   | Saint-Lô               | France (7)                               | Portugal | Espagne         |
| 2014   | Ségovie                | France (8)                               | Espagne  | Portugal        |
| 2015   | Bordeaux               | France (9)                               | Espagne  | Portugal        |
| 2017   | Saint-Lô               | France (10)                              | Espagne  | Italie          |
| 2018   | Bishop Burton          | France (11)                              | Italie   | Espagne         |
| 2019   | Ponte de Lima          | Italie (1)                               | Espagne  | Portugal        |
| 2023   | Sommacampagna          | France (12)                              | Italie   | Espagne         |
| 2024   | Ponte de Lima          | Espagne (4)                              | France   | Italie          |
| 2025   | Le Mans                | Espagne (5)                              | France   | Portugal        |

| Nation          | Médaille d'or, Europe | Médaille d'argent, Europe | Médaille de bronze, Europe |
| --------------- | --------------------- | ------------------------- | -------------------------- |
| France          | 12                    | 5                         | 0                          |
| Espagne         | 5                     | 7                         | 4                          |
| Italie          | 1                     | 2                         | 6                          |
| Belgique        | 0                     | 3                         | 2                          |
| Portugal        | 0                     | 1                         | 5                          |
| Grande-Bretagne | 0                     | 0                         | 1                          |